# Joris Ivens
Joris Ivens (Nimega, Países Bajos; 18 de noviembre de 1898-París, 28 de junio de 1989) fue un realizador neerlandés de cine documental.

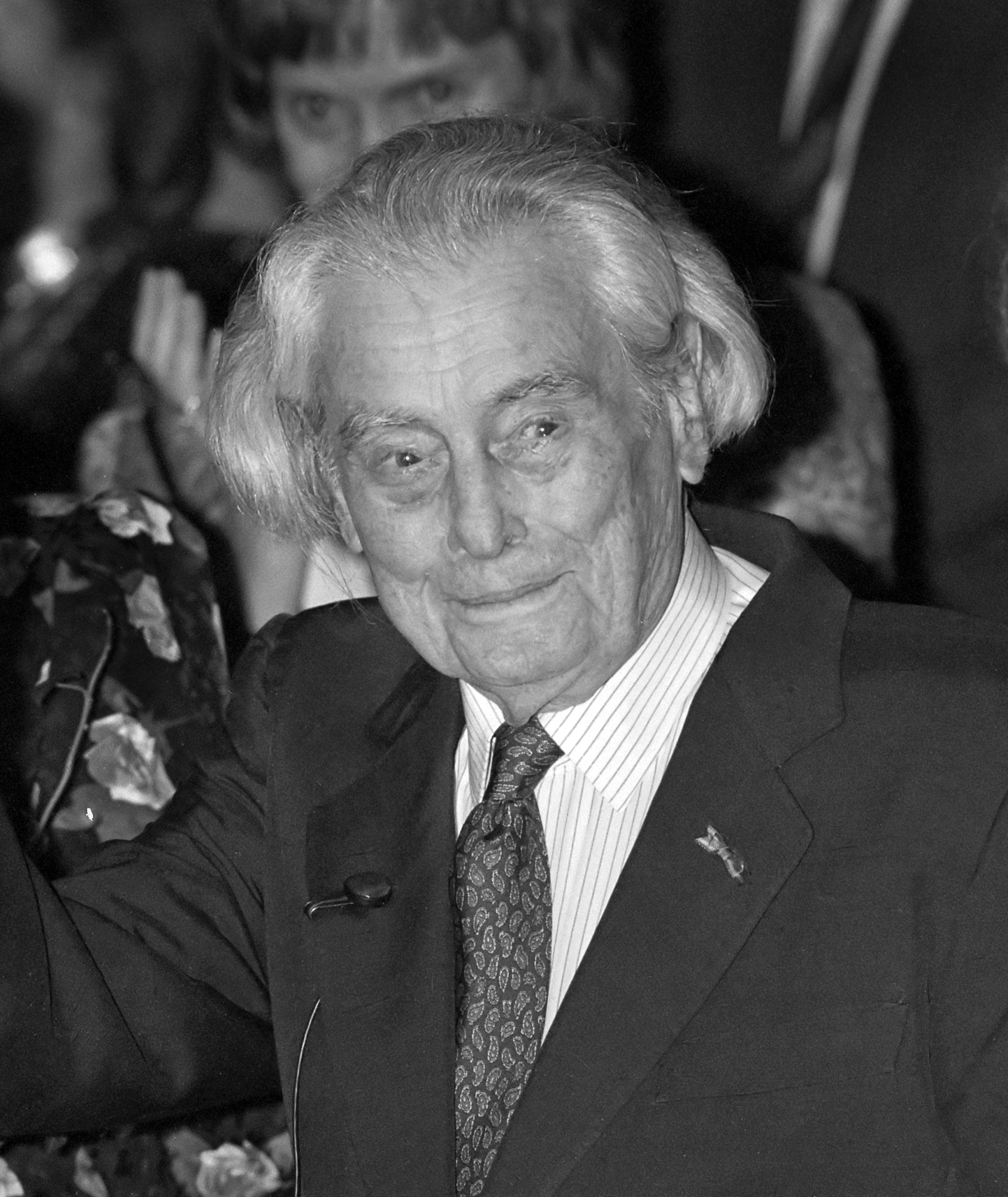
Joris Ivens - Rotterdam Filmfestival 1989.

## Biografía

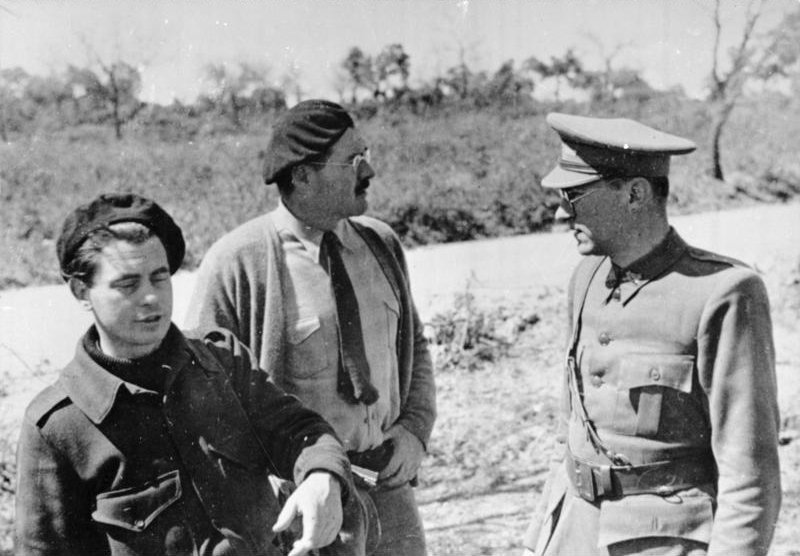
Joris Ivens, Ernest Hemingway y Ludwig Renn, Comandante de la XI Brigada Internacional, durante la guerra civil española, 1937

Realizó sus primeros estudios en la escuela de economía de Róterdam. Lo influyeron las obras de Dziga Vértov, Serguéi Eisenstein y Robert Flaherty. Respondiendo a una invitación de Vsévolod Pudovkin, hizo una gira de varios meses por la Unión Soviética en la que presentó sus películas.
En 1933, junto al director Henri Storck, dirigió el documental activista Miseria al Borinage que denuncia la miseria de los mineros y el salvajismo de la explotación proletaria. Este documental fue prohibido durante varios años. Durante la guerra civil española realizó una de sus películas más célebres, Tierra de España (1937), en la que colaboraron Ernest Hemingway y Orson Welles.
Gran nombre del documental, apodado «el holandés errante», aportó una mirada comprometida y poética del desarrollismo y sus desigualdades. Dedicó sus últimas películas a China.
Joris Ivens fue galardonado con el premio de la Paz Internacional en 1954 y el Premio Lenin en 1968. En 1990 se creó la fundación Joris Ivens en Nimega.
Se casó con la cineasta Marceline Loridan-Ivens, colaboradora suya en muchas de sus obras. Está enterrado en el cementerio Montparnasse.
En 2012 (HBO) fue encarnado por el actor Lars Ulrich en el telefilme Hemingway & Gellhorn. (JC)

## Filmografía

### Largometrajes
- 1930: Zuyderzee
- 1931: Philips Radio; Creosot
- 1933: Miseria al Borinage realizado con Henri Storck
- 1935: The Reichstag Fire
- 1937: Tierra de España
- 1939: The Four Hundred Million
- 1940: The Power and the Land
- 1942: Our Russian Front
- 1943: Action Stations
- 1946: Indonesia Calling
- 1949: Los primeros años (Pierwze Lata)
- 1951: Estamos por la paz (My za Mir), con Iván Pýriev
- 1952: Weltjugendfestival
- 1954: El canto de los ríos (Das Lied der Strome)
- 1956: Las aventuras de Till el travieso
- 1957: El Sena encontró París
- 1960: Italia no es un país pobre (L'Italia non è un paese povero)
- 1960: Demain à Nanguila
- 1961: Carnet de viaje; Pueblo en armas
- 1965: Viêt Nam
- 1967: Lejos de Vietnam (codirector)
- 1968: El decimoséptimo paralelo
- 1968: El pueblo y sus fusiles (codirector)
- 1969: Encuentro con el presidente Hô Chi Minh
- 1973: China
- 1976: Cómo Yukong desplaza las montañas (6 partes)
- 1988: Una historia de viento

### Cortometrajes
- 1928: El puente
- 1929: Lluvia (Regen)

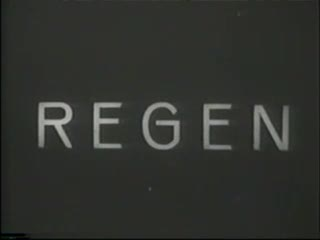

- 1932: Komsomol O el canto de los héroes
- 1963: A Valparaíso
- 1963: La Pequeña Lona
- 1966: Europort

## Premios y distinciones
Festival Internacional de Cine de Venecia
| Año  | Categoría                            | Película        | Resultado |
| ---- | ------------------------------------ | --------------- | --------- |
| 1966 | León de San Marco - Mejor documental | Pour le Mistral | Ganador   |
| 1988 | León de Oro Especial                 | -               | Ganador   |